# Yvernaumont
 Yvernaumont  es una población y comuna francesa, en la región de Gran Este, departamento de Ardenas, en el distrito de Charleville-Mézières y cantón de Flize.
Está integrada en la Communauté de communes des Crêtes Préardennaises.
La fiesta local es el primer domingo de mayo. 

## Demografía
| 93 | 110 | 110 | 118 | 117 | 140 |
| Para los censos de 1962 a 1999 la población legal corresponde a la población sin duplicidades (Fuente: INSEE [Consultar]) |     |     |     |     |     |